# Éder Luís
Éder Luis de Oliveira (Uberaba, Minas Gerais, Brasil, 19 de abril de 1985) es un futbolista brasileño.  Actualmente juega en el Vasco da Gama.

## Trayectoria
Salido de las categorías inferiores del Atlético Mineiro, Éder Luis comenzó su carrera profesional en 20 de agosto de 2005, contra el Juventude, por el Brasileirão.
En febrero del 2008, fue enviado a préstamo hasta el fin de ese año al São Paulo FC. Hizo su estreno en el club paulista por la Copa Libertadores de América, en un partido contra el Atlético Nacional de Colombia. Al final del préstamo, retornó al Atlético Mineiro para la temporada 2009.
El 29 de diciembre de 2009, Éder Luís fichó por el Benfica de Portugal. El Benfica compró el 50% de los derechos del jugador por dos millones de euros.
En junio del 2010, volvió al Vasco da Gama en calidad de préstamo.
El 19 de junio de 2012, Vasco da Gama anunció la compra definitiva del jugador al Benfica, con un contrato por 4 años.
El 25 de agosto de 2013, Vasco da Gama envía a préstamo al jugador al Al-Nasr SC de los Emiratos Árabes por 2 años. Después del fin de la temporada, Éder Luís sufrió una lesión en el menisco de la rodilla derecha, tuvo que quedar sin actividad por más de 6 meses y volvió a jugar sólo en diciembre del 2014.
En abril de 2015, retornó a Vasco da Gama sólo para realizar una evaluación médica a pedido de los dirigentes. Éder Luís tiene contrato con Vasco da Gama hasta julio de 2018.

## Clubes
| Club             | País                   | Periodo   | PJ  | Goles |
| ---------------- | ---------------------- | --------- | --- | ----- |
| Atlético Mineiro | Brasil                 | 2005-2007 | 75  | 24    |
| São Paulo FC     | Brasil                 | 2008      | 27  | 5     |
| Atlético Mineiro | Brasil                 | 2009-2010 | 35  | 12    |
| Benfica          | Portugal               | 2010      | 10  | 1     |
| Vasco da Gama    | Brasil                 | 2010-2013 | 159 | 27    |
| Al-Nasr SC       | Emiratos Árabes Unidos | 2013-2015 | 21  | 9     |
| Vasco da Gama    | Brasil                 | 2015-     | -   | -     |

## Palmarés
Atlético Mineiro
- Serie B 2006
- Campeonato Mineiro 2007

São Paulo
- Brasileirão 2008

Benfica
- Primera División de Portugal 2009/10

Vasco da Gama
- Copa de Brasil 2011